# Arcos (Otero de Rey)
Arcos (llamada oficialmente San Pedro de Arcos) es una parroquia española del municipio de Otero de Rey, en la provincia de Lugo, Galicia.

## Organización territorial
La parroquia está formada por once entidades de población, constando seis de ellas en el nomenclátor del Instituto Nacional de Estadística español:
- Vidral (O Bidral)
- Bullas
- Cabana (A Cabana)
- O Catadoiro
- Cruceiro (O Cruceiro)
- As Folgueiras
- A Granda
- O Montenovo
- Pecouzo (O Pecouzo)
- Poledo
- Torre (A Torre)

## Demografía
| Gráfica de evolución demográfica de Arcos entre 2000 y 2020 |
|                                                             |
| Datos según el nomenclátor publicado por el INE.            |